# Ommatius varitibiatus
Ommatius varitibiatus är en tvåvingeart som först beskrevs av Ricardo 1929.  Ommatius varitibiatus ingår i släktet Ommatius och familjen rovflugor. Inga underarter finns listade i Catalogue of Life.